# Dendrobeania leontodon
Dendrobeania leontodon is een mosdiertjessoort uit de familie van de Bugulidae.